# Chen Shih-hsin
Chen Shih-hsin (chinesisch 陳詩欣, Pinyin Chén Shīxīn, * 16. November 1978) ist eine ehemalige taiwanische Taekwondoin.

## Karriere
Chen Shih-hsin gewann bei den Asienspielen 2002 in Busan in der Gewichtsklasse bis 47 Kilogramm die Goldmedaille. Zwei Jahre darauf nahm sie an den Olympischen Spielen 2004 in Athen teil, bei denen sie in der Gewichtsklasse bis 49 Kilogramm antrat. Nach drei Siegen erreichte sie den Finalkampf, in dem sie Yanelis Labrada mit 5:4 besiegte und somit Olympiasiegerin wurde.